# Adaja
La rivière Adaja (en espagnol : rio Adaja) est un cours d'eau espagnol coulant dans la communauté autonome de Castille-et-León, dans les provinces d'Avila, de Ségovie et de Valladolid. C'est un affluent de rive gauche du Douro, le deuxième en importance.

## Géographie physique

### Caractéristiques
Le rio Adaja à une longueur de 163 km[réf. nécessaire] et un bassin versant de 5 328 km2[réf. nécessaire]. 
Son module est de 11,11 m3/s[réf. nécessaire].

### Source
Il prend sa source entre le Cerro de la Hormiguilla (1 658 m), le Cerro de Pena Abajo (1 532 m) et le Cerro del Colladillo (1 592 m). 

### Liste des affluents
- le Rio Aulaque (rd[note 1])
- le Rio Picuezo (rd)
- le rio Fortes (rd)
- l'arroyo de los Charcos (rd)
- le Rio Chico (rd) qui traverse Avila et conflue à l'ouest d'Avila
- l'arroyo de Hija (rd),
- l'arroyo de Lodero (rd)
- l'arroyo del Valle de Navarés (rg)
- le Cárcava de San Antonio (rd)
- l'arroyo de Canta Milano (rd)
- l'arroyo de la Virgen (rd)
- Collector del Molino (rd)
- l'arroyo del Magistrado (rd)
- l'arroyo de los Regajales (rd)
- l'arroyo de San Miguel (rd)
- l'arroyo de Valhando (rd)
- l'arroyo del Valle (rd)
- l'arroyo del pontón (rd) avec deux affluents gauche :
  - l'arroyo Carreteros (rg)
  - l'arroyo de los Arroyuelos (rg)
- le Rio Arevalillo (rg)

## Géographie humaine

### Villes arrosées

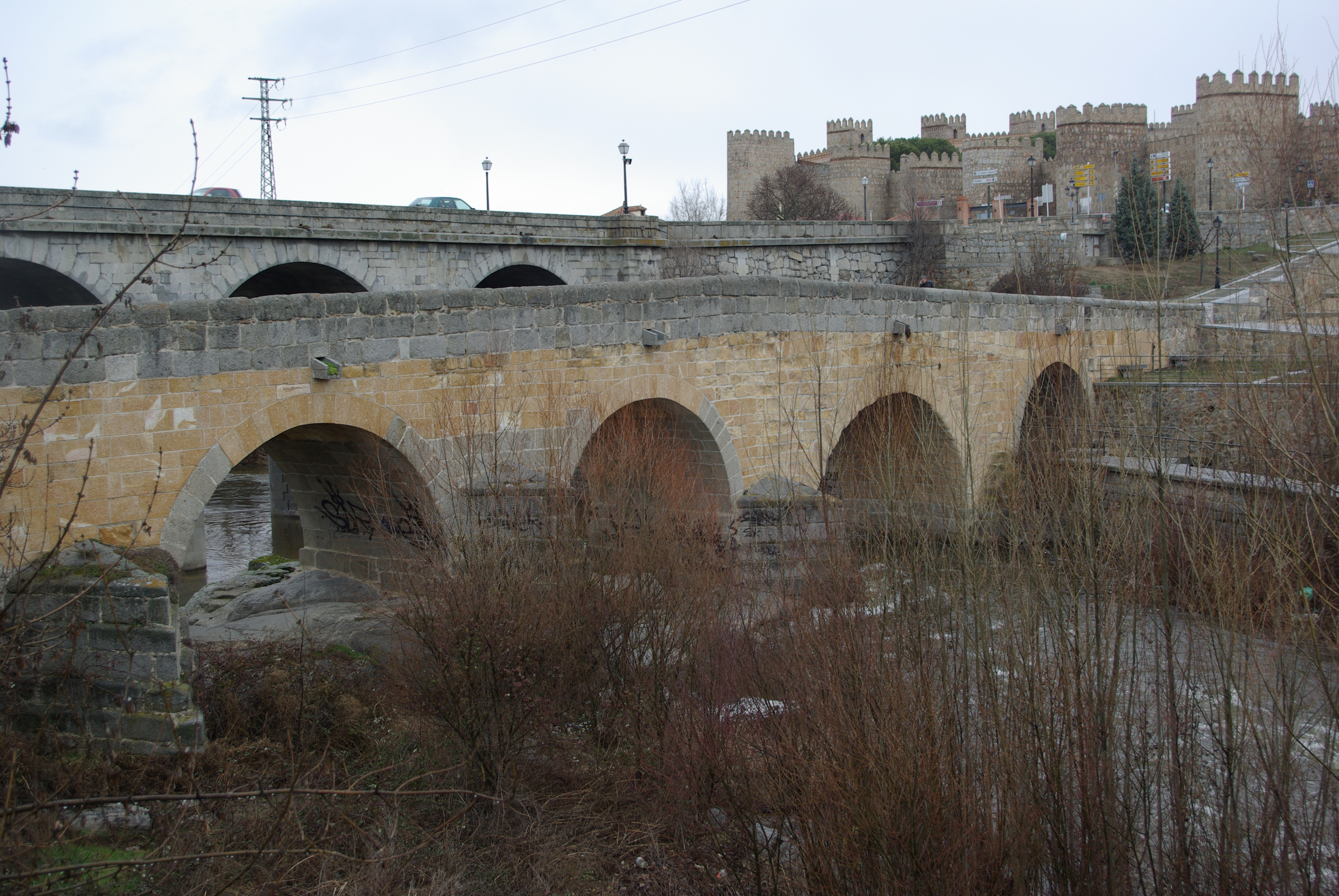
Le pont romain d'Ávila sur l'Adaja.

- Ávila
- Arévalo (province d'Avila)

### Le réservoir du Castro de las Cogotas
L'Adaja traverse au nord d'Avila l'embalse del Castro de las Cogotas (es) (lac de barrage du Castro de las Cogotas), mis en eau en 1994, de 394 ha et d'une capacité de stockage de 59 hm3 ou 59 millions de m3.